# Chironemiden
Chironemiden (Chironemidae) zijn een familie van straalvinnige vissen uit de orde van Baarsachtigen (Perciformes).

## Geslachten
- Chironemus G. Cuvier, 1829
- Threpterius